# Palazzo Reale (Milano)
Il Palazzo Reale di Milano (già Palazzo del Broletto Vecchio) è stato per molti secoli sede del governo della città di Milano, del Regno del Lombardo-Veneto e poi residenza reale fino al 1919, quando viene acquisito dal demanio diventando sede di mostre ed esposizioni.
Originariamente progettato con un sistema di due cortili, poi parzialmente demoliti per lasciare spazio al Duomo, il palazzo è situato alla destra della facciata del duomo in posizione opposta rispetto alla Galleria Vittorio Emanuele II. La facciata del palazzo, seguendo la linea dell'antico cortile, forma una rientranza rispetto a piazza del Duomo, chiamata piazzetta reale.
Di particolare importanza è la Sala delle Cariatidi al piano nobile del palazzo, che occupa il luogo dell'antico teatro bruciato nel 1776 ed è l'ambiente più significativo sopravvissuto, anche se gravemente danneggiato, al pesante bombardamento anglo-americano del 1943; ai danni causati dagli spezzoni incendiari e dai violenti spostamenti d'aria fece seguito uno stato di abbandono durato per più di due anni, fatto questo che causò al palazzo danni ben più gravi, con la perdita di buona parte degli interni neoclassici.

## Storia

### Le origini: il Broletto Vecchio

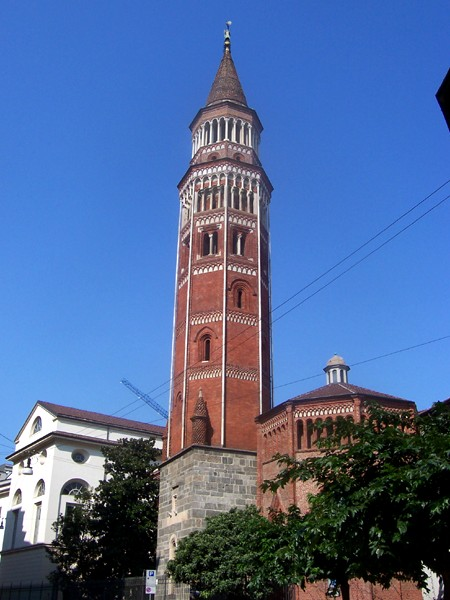
Campanile della chiesa di San Gottardo in Corte, unico elemento sopravvissuto riconducibile all'antico stile gotico del palazzo medioevale

Legato a filo doppio con la storia della città, Palazzo Reale ha origini antiche. Un palazzo preesistente che sorgeva sulla stessa area, il Broletto Vecchio, detto anche Brolo dell'Arcivescovo o Brolo di Sant'Ambrogio, fu la prima sede del governo della città di cui si abbia notizia documentata: espletò questa funzione durante il periodo dei comuni nel basso medioevo.
Terminò questa funzione nel 1251, quando la sede municipale venne trasferita presso il Palazzo della Ragione. Il Broletto Vecchio esisteva almeno dal X secolo, visto che è citato dal cronista Liutprando di Cremona, e forse è stato costruito su un edificio preesistente di epoca romana avente funzioni analoghe.
Il Broletto Vecchio fu poi ristrutturato trasformandosi nel futuro "Palazzo Reale": il primo nome con cui quest'ultimo era noto, Palazzo del Broletto Vecchio, richiamava l'antico edificio preesistente. Palazzo Reale diviene centro politico durante le signorie delle casate Torriani, Visconti e Sforza, assumendo il ruolo di Palazzo Ducale, cioè di sede del Ducato di Milano. Successivamente alla costruzione del duomo, avvenne un importante intervento di ristrutturazione, sotto il governo di Francesco Sforza.

### Il Cinquecento
Nella prima metà del Cinquecento, con la caduta del governo degli Sforza e l'invasione francese, il Castello Sforzesco che sino a quel momento aveva accolto la residenza ufficiale dei duchi di Milano era divenuto sempre più un fortilizio adatto alle armi più che un gradevole palazzo di rappresentanza. Fu sotto il dominio francese di Luigi XII prima e di Francesco I che si procedette allo spostamento della sede della corte entro l'attuale Palazzo Reale.

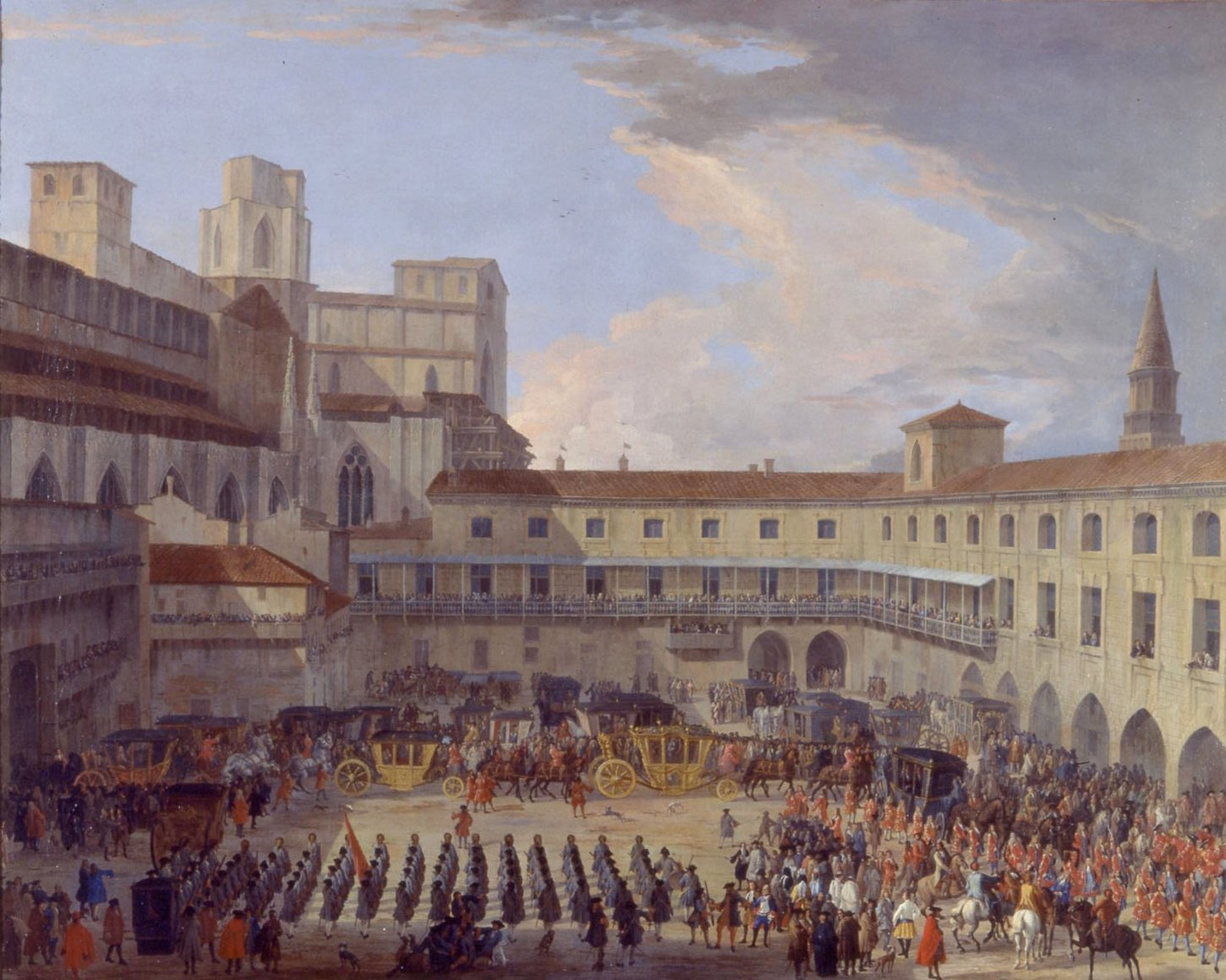
Luca Carlevarijs, Palazzo Ducale di Milano in occasione dell'arrivo del Re di Spagna Carlo III nel 1711

Fu però solo con il periodo spagnolo che si vide una completa fioritura di tutta l'opera, grazie all'arrivo in città del governatore Ferrante Gonzaga il quale prese residenza stabile in città dal 1546, elevando la corte ducale a vero e proprio palazzo di residenza del governo milanese (Palazzo Gonzaga). Fu infatti lui ad inaugurare i primi lavori per realizzare le sale di rappresentanza del complesso, restaurando anche il corpo dell'edificio posto tra il cortile e il giardino, affidato all'opera di Domenico Giunti. La struttura accolse in un primo momento anche gli altri organi di rappresentanza dello stato che venivano accolti nelle due braccia laterali della struttura dando alloggio al Senato cittadino e ai Tribunali Regi, al Magistrato ordinario e a quello straordinario.
Per perseguire questi progetti il governatore Gonzaga fece demolire l'antica chiesa di Sant'Andrea al Muro Rotto, annettendone il terreno all'area del palazzo, mentre una strada interna e chiusa conduceva dal cortile d'onore alla chiesa di San Gottardo che ebbe sempre più la funzione di Cappella Palatina.
Nel 1535 Milano passò al dominio spagnolo sotto cui rimase fino al 1714. I nuovi governatori si insediarono nel Palazzo e intrapresero importanti lavori di ristrutturazione e ampliamento. Al suo interno venne costruito il primo Teatro di Corte (1594), distrutto da un incendio nel 1659 e ricostruito solo nel 1717, fino a che nel 1776 venne decisa la sua demolizione e la contemporanea costruzione del celeberrimo Teatro alla Scala.
Ristrutturazioni del palazzo vennero stabilite alla fine del Cinquecento con l'arrivo del governatore Antonio de Guzmán y Zuniga, marchese di Ayamonte, il quale riuscì ad ingaggiare Pellegrino Tibaldi, l'architetto di fiducia dell'arcivescovo Carlo Borromeo, già impegnato nei lavori del Duomo, di Palazzo Arcivescovile e del Cortile dei Canonici. Il Tibaldi collaborò alla costruzione del palazzo dal 1573 al 1598 e in questi anni fu anche rifatta completamente la decorazione pittorica degli appartamenti nobili, dei portici, della cappella privata e della chiesa di San Gottardo. Collaborarono a questa impresa i maggiori artisti dell'epoca: Aurelio Luini, Ambrogio Figino, Antonio Campi e, naturalmente, lo stesso Pellegrino Tibaldi, mentre altre opere a stucco e grottesche vennero realizzate da Valerio Profondavalle, un artista-impresario fiammingo che aveva realizzato anche alcune vetrate per il Duomo di Milano.

### Dal Seicento al Settecento

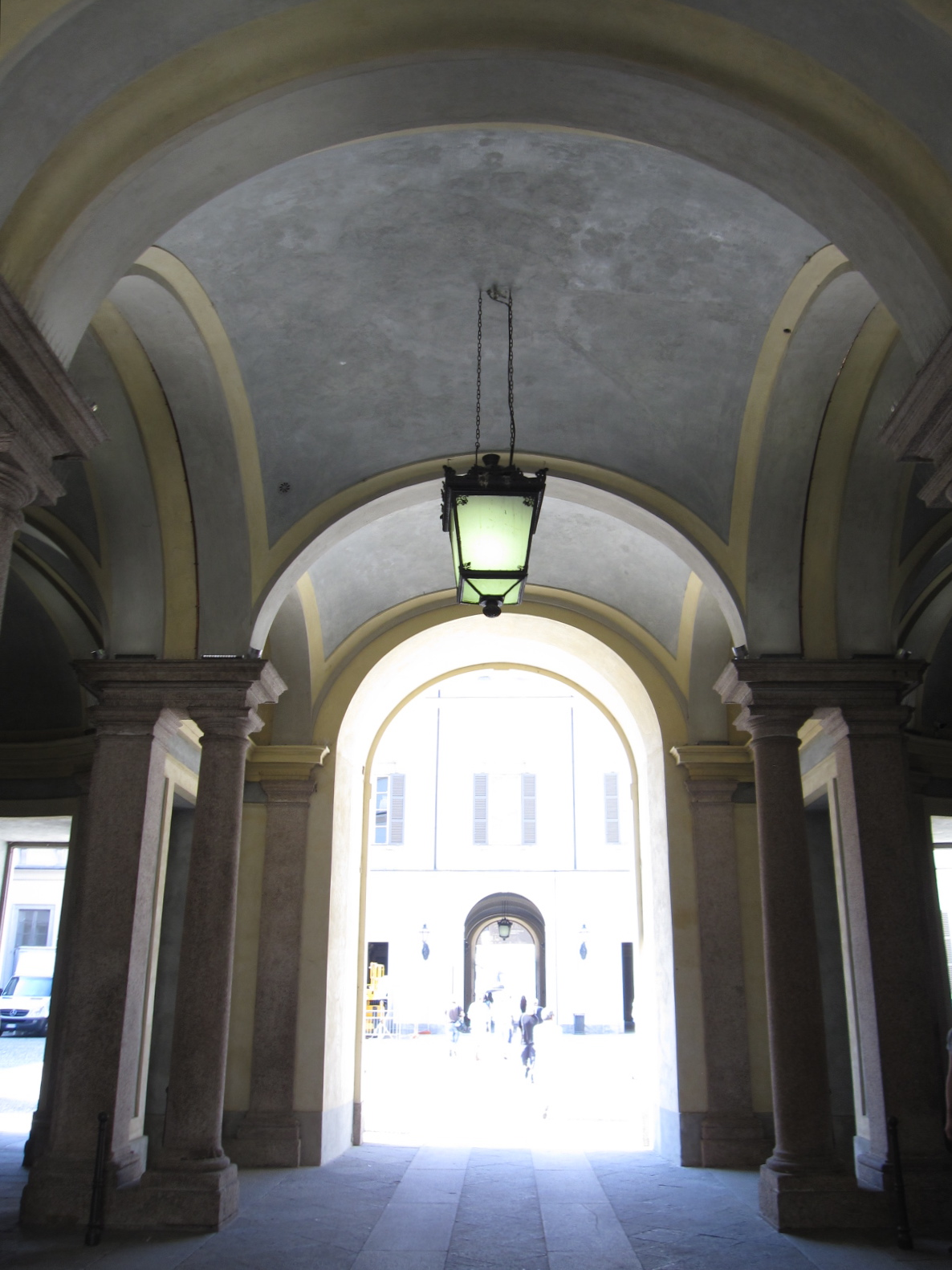
Androne di ingresso.

Il Seicento sarà un secolo di sostanziale stallo per il cantiere del Palazzo Reale e anzi la struttura subirà non pochi danni a causa delle guerre e della peste. Nella notte tra il 24 ed il 25 gennaio 1695, inoltre, andrà distrutto in un incendio il Teatro di Corte, il che segnerà l'interruzione dell'attività teatrale istituzionale milanese per quasi un ventennio.
Dopo la Guerra di successione spagnola, Milano passò definitivamente agli austriaci che nel 1717 vi inviarono il primo governatore, il conte di Loewenstein che già dal 26 aprile di quell'anno avviò i lavori per la costruzione di un nuovo teatro ducale, più grande ed armonioso del precedente, dotato di quattro ordini di palchi e di un loggione, il tutto disposto con il tipico schema a ferro di cavallo con platea. Il progetto venne affidato a Francesco Galli da Bibbiena, il quale impiegò anche i suoi allievi Giandomenico Barbieri e Domenico Valmagini per la realizzazione dell'opera. La struttura venne terminata il 26 dicembre 1717 e venne inaugurato con l'opera di Francesco Gasparini Costantino. Accanto a questo teatro nel Palazzo Reale si trovava un Ridottino dedicato ai giochi d'azzardo, alla vendita di dolciumi e bibite oltre che di maschere e costumi per le feste di gala.
Un nuovo incendio colpisce il palazzo nel 1723 e questa volta esso si presenta disastroso soprattutto per le sale di rappresentanza. Sarà il governatore Wirich Philipp von Daun ad inaugurare così i nuovi lavori di ristrutturazione cercando di rendere più decoroso il palazzo, facendo ridipingere il cortile d'onore di modo da eliminare il cupo aspetto carcerario che la struttura aveva assunto nel Seicento, dipingendo le pareti di bianco ed incorniciando le finestre con stipiti barocchetti disegnati da Carlo Rinaldi. Anche la chiesa di San Gottardo diviene ormai a pieno titolo "Regia-Ducale Cappella", ricevendo nuove ridipinture interne accompagnate dall'aggiunta di stucchi e dorature.
In quest'epoca all'interno del cortile d'onore si trovavano l'ufficio del Gran Cancelliere, il Magistrato ordinario e quello straordinario, il Magistrato della Sanità, il Giudice delle Monete, gli uffici della Veedoria Generale e della Contadoria Principale, oltre all'Offizio della Mezza Annata. Tutti questi uffici, sebbene avessero compiti puramente amministrativi, gestivano difatti le entrate e le uscite dello Stato e risolvevano per via giudiziaria i contenziosi entro i confini del ducato. Il governo dello Stato era invece collocato nelle nuove stanze erette sul lato nord del giardino dove si riuniva il Consiglio Segreto presieduto dal Governatore, anche se tale istituzione ebbe un potere fortemente limitato dalla volontà del vero governo residente in Vienna.
Al piano nobile, vengono restaurati il Salone dei Festini e quello delle Udienze (che prende ora il nome di Salone degli Imperatori). Il governatore e la governatrice alloggiano nelle nuove stanze che si affacciano sui lati settentrionale e meridionale del Giardino. Negli appartamenti di rappresentanza, nel 1739, viene alloggiata anche Maria Teresa d'Austria in una sua visita nel ducato milanese.

### Il Pallavicini mecenate del nuovo palazzo

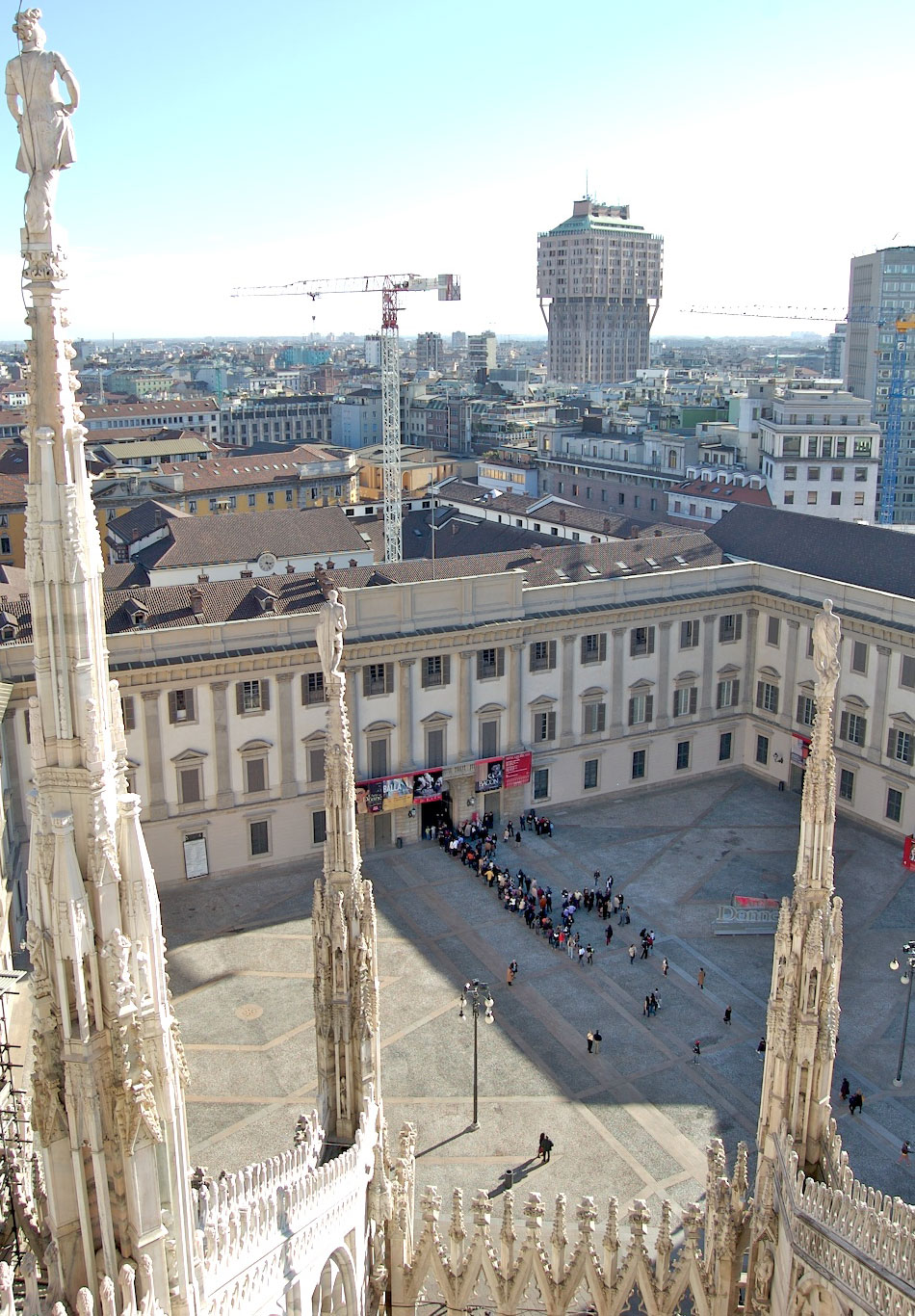
Palazzo Reale e la piazzetta antistante visti dal tetto del Duomo, tra le guglie marmoree

Nel 1745 giunge a Milano Giovanni Luca Pallavicini in qualità di governatore e ministro plenipotenziario del milanese. Il Pallavicini si preoccupò innanzitutto della risitemazione interna del palazzo, partendo dagli arredi che vennero completamente rinnovati a sue spese, concentrandosi sia sul mobilio che sull'oggettistica minuta come porcellane, argenti o lampadari.
Nel contempo vennero restaurate le nuove sale intorno al giardino per merito dell'architetto Francesco Croce (rinomato per l'epoca e già attivo alla fabbrica del Duomo di Milano, nella cupola della Madonnina), il quale sistema anche in alcune di queste sale i nuovi arazzi raffaelleschi di manifattura Gobelin ordinati appositamente per il palazzo. L'architetto Giuseppe Antonio Bianchi (che qualche anno dopo progetterà Palazzo Estense di Varese) si occupa della riprogettazione degli appartamenti.
La più significativa tra le trasformazioni venne realizzata con l'unione della Sala dei Festini con quella degli Imperatori dando vita ad un'enorme sala da ballo di 46 metri di lunghezza per 17 di larghezza (l'attuale Sala delle Cariatidi), che accoglieva sui lati minori della sala i palchi per le orchestre.
Altra introduzione modello del Pallavicini alla corte milanese sarà la Salle à manger, un locale destinato esclusivamente ai pranzi ed alle cene di gala, secondo una moda francese all'epoca ancora sconosciuta a Milano. La nuova sala, per essere funzionale, venne ricavata ampliando un locale che si affacciava sul lato nord del piccolo cortile del palazzo, il quale era comunicante con le sottostanti cucine e quindi facile da raggiungere anche dalle vivande. Nel 1752, ad ogni modo, prima di lasciare Milano, il Pallavicini riuscì a vendere alla Regia Camera gran parte degli arredi che aveva portato a palazzo e come tali essi divennero proprietà dello stato.

### Il palazzo si rinnova: la ristrutturazione del Piermarini
Nella seconda metà del diciottesimo secolo, sotto il dominio degli Asburgo, il Palazzo Reale è luogo di fastosa vita di corte e vede importanti artisti ed architetti lavorare a trasformazioni ispirate al barocchetto teresiano.
Un primo progetto di restauro dell'edificio venne previsto dall'Imperatore Giuseppe II già durante una sua visita a Milano il 26 giugno 1769 il quale aveva in un primo tempo pensato addirittura di ricorrere all'architetto Luigi Vanvitelli per l'esecuzione del progetto ma, forse anche a causa della mancanza dei fondi necessari per portare a compimento l'opera, il palazzo venne lasciato immutato.
Ferdinando d'Asburgo-Lorena, uno dei figli di Maria Teresa, il 15 ottobre 1771, sposò nel duomo di Milano Maria Beatrice d'Este, divenendo in seguito il nuovo governatore della Lombardia austriaca, col dovere quindi di prendere residenza stabile in Palazzo Reale. Influenzato probabilmente dal desiderio di rivaleggiare con le grandi residenze d'Europa (prima tra tutte quella del fratello a Schonbrunn). L'idea iniziale di Ferdinando era quella di costruire un nuovo palazzo reale ove risiedere, lasciando il vecchio palazzo per l'accoglienza degli uffici di governo che andavano ampliandosi. Con questo intento egli si trasferì con la moglie a Palazzo Clerici nell'attesa dell'approvazione di un compromesso: il vecchio palazzo sarebbe stato quindi ristrutturato in modo da avere finalmente un aspetto degno dell'accoglienza dell'Arciduca e molti uffici sarebbero stati trasferiti altrove per lasciare posto alla corte.

Nel frattempo nel 1771 a Palazzo Reale si svolgono alcune delle festività per il matrimonio dell'Arciduca Ferdinando tra le quali la recita de L'Insubria consolata di Maria Teresa Agnesi e la messa in scena dell'Ascanio in Alba di Wolfgang Amadeus Mozart, il quale viene anche ingaggiato in un primo momento come Maestro di Corte a Milano, per poi essere rifiutato dall'Imperatrice Maria Teresa che invierà una lettera al figlio.

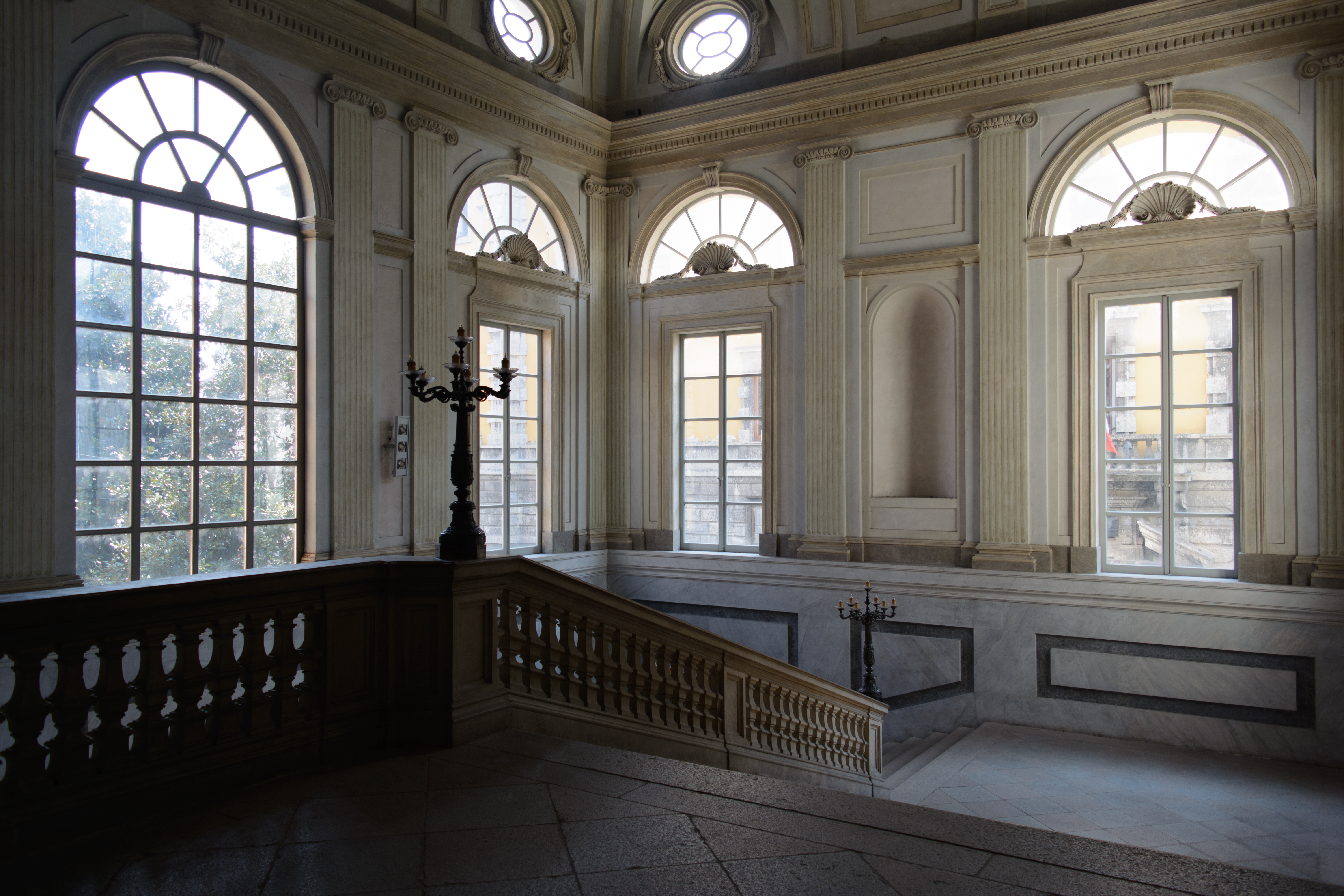
Il neoclassico scalone d'onore del palazzo

I lavori iniziano ufficialmente nel 1773 sotto la direzione di Giuseppe Piermarini, affiancato da Leopold Pollack inviato da Vienna per controllare le spese e per diventarne l'allievo. 
Il primo atto del nuovo architetto sarà quello di eliminare immediatamente il lato del cortile d'onore verso il Duomo, creando con gli altri tre la cosiddetta Piazzetta Reale, all'epoca più grande di piazza del Duomo. In realtà questa era una delle soluzioni di ristrutturazione proposte da Nicolò Pacassi, l'architetto reale della corte viennese. 

La ristrutturazione del palazzo fu in effetti, assai travagliata e Piermarini dovette equilibrare le richieste di stile e soprattutto di economia di Maria Teresa d'Austria e del suo architetto con le esigenze e le aspettative dei futuri abitanti: il principe e la consorte che si rifiutavano di abbandonare palazzo Clerici se nella ristrutturazione non si teneva conto dei loro desideri.
Esternamente, Piermarini conferì un carattere sobrio ed austero alla costruzione, distaccandosi dal barocco ed inaugurando il neoclassico a Milano. In facciata, le mura medioevali vengono regolarizzate nelle aperture, intonacate e scandite da lesene in pietra, si mantengono i tre piani originali (Vienna voleva spendere il meno possibile). Il centro del corpo d'onore, leggermente aggettante, è rinforzato dall'apposizione di quattro grandi semicolonne e da un triplice portale sovrastato da una balconata. Sul coronamento era anche previsto un grande stemma centrale e una serie di statue e trofei (mai realizzati).
Rimarchevole la pavimentazione della nuova piazza realizzata in "rizzata" e correnti di granito con un bellissimo disegno a rombi.
In pieno fermento dei lavori, la notte del 26 febbraio 1776, bruciò nuovamente il Teatro di Corte. Si decise di allontanare il teatro (sempre a rischio incendi) e nel giro di due anni venne edificato il famoso Teatro alla Scala in un'altra zona cittadina, che divenne uno, se non il primo teatro lirico pubblico al mondo. Lo spazio del palazzo anticamente occupato dal teatro ducale venne utilizzato per l'accoglienza di nuovi saloni di rappresentanza e per allargare verso ovest il Giardino. Un teatro di corte, però, ci voleva, per cui si demolirono le vicine scuole cannobiane e, sempre su progetto di Piermarini, si costrui il teatro della Cannobiana che aveva facciata su via Larga (dove sorge l'attuale Teatro Lirico).
Anche all'interno il palazzo subisce molte trasformazioni, che portarono ad una distribuzione dei locali rimasta in seguito quasi invariata fino ai giorni nostri. L'impresa di maggiore portata è indubbiamente rappresentata dalla famosa Sala delle Cariatidi, così chiamata per le 40 cariatidi realizzate da Gaetano Callani. Contemporaneamente viene ristrutturata la cappella ducale di San Gottardo che ottiene una nuova pala d'altare e una decorazione interna di stile neoclassico. Viene salvato unicamente il campanile, giudicato un modello dell'idea di bellezza architettonica del tempo di Azzone Visconti.
L'Arciduca nel contempo dà ordine di acquistare altri nuovi arazzi di manifattura Gobelin con le storie di Giasone da affiancare a quelli raffaelleschi del Pallavicini. Internamente le sale vengono decorate a stucco dall'Albertolli, affrescate da Giuliano Traballesi e Martin Knoller, pavimentate a parquet da Giuseppe Maggiolini, un ciclo di lavori che si concluderanno solo nell'Ottocento grazie agli interventi di Andrea Appiani prima e di Francesco Hayez poi.
I lavori del Piermarini nel Palazzo si concluderanno ufficialmente il 17 giugno 1778, data in cui l'Arciduca Ferdinando lascerà Palazzo Clerici per andare a risiedere nel nuovo Palazzo Reale.

### L'epoca napoleonica e la restaurazione

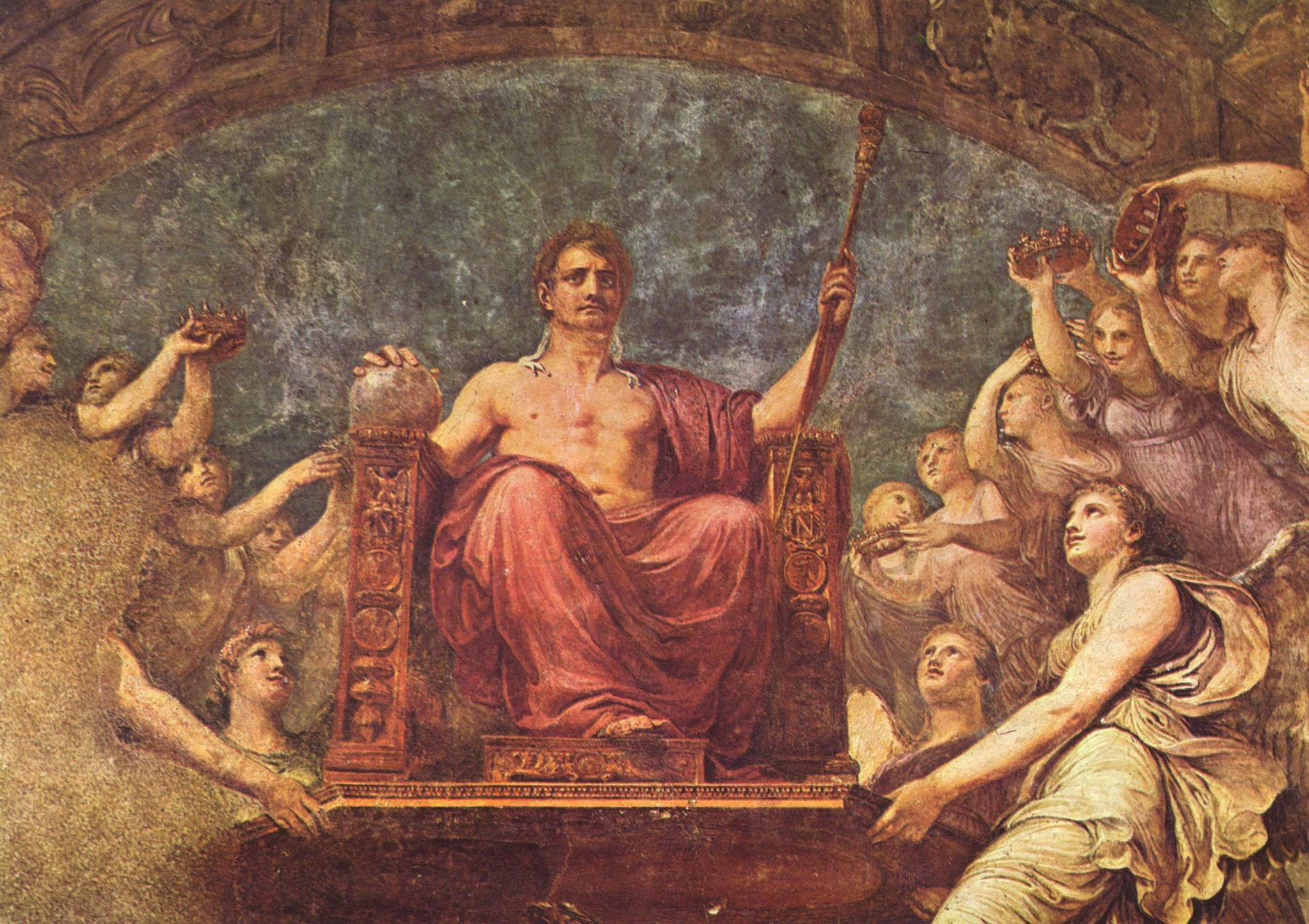
Uno dei dipinti celebrativi commissionati ad Andrea Appiani per Palazzo Reale a Milano raffigurante il trionfo di Napoleone, qui raffigurato secondo lo stile d'epoca come un imperatore romano.

Nel 1796 Napoleone Bonaparte, ancora generale, giunge a Milano conquistandola ed annettendola idealmente alla Francia con la costituzione della Repubblica Cisalpina. Il Palazzo Regio-Ducale degli austriaci, di conseguenza, prende il nome di Palazzo Nazionale e diviene sede dei principali organi di governo della nuova repubblica, e cioè il comando militare, prima e poi il Direttorio.
Quando gli austro-russi riprenderanno il controllo del milanese nel 1799, il governo francese sarà frettolosamente costretto a vendere gran parte degli arredi del palazzo all'asta oltre a permettere il saccheggio di altre sale da parte della popolazione.
Sarà solo nel 1805 che il palazzo tornerà a risorgere raggiungendo tra l'altro il suo picco massimo di splendore. Sarà infatti in quell'anno che Milano diverrà la capitale del neonato Regno d'Italia costituito da Napoleone per il figlio adottivo Eugenio di Beauharnais che viene nominato Viceré e prende residenza proprio nel Palazzo Reale (questo il suo nuovo nome) di Milano. Milano è capitale di un vasto regno che comprende tutta l'Italia settentrionale e come tale anche la sede del nuovo governo necessita di essere all'altezza di questo privilegio.
Si riparano pertanto i danni causati dalle guerre e si acquistano nuovi sontuosi arredi e lo stesso Eugenio di Beauharnais procederà all'ampliamento del palazzo nella parte posteriore grazie ad un progetto affidato a Luigi Canonica, che vi aggiunge tutto l'isolato attualmente occupato dagli Uffici Comunali dove vengono sistemate le nuove scuderie, un ampio maneggio e molti locali per uffici, il tutto in austere forme neoclassiche (il progetto fu completato anni dopo dal Tazzini che fu anche l'autore della facciata su via Larga). Dal maneggio, detto "La Cavallerizza" e luogo di spettacoli equestri, si accedeva attraverso un ponte su via Rastrelli al teatro di corte (teatro della Cannobiana). Ad Andrea Appiani venne affidato il completamento degli affreschi nei saloni di rappresentanza: un primo intervento verrà inaugurato l'8 maggio 1805 in occasione di una visita ufficiale di Napoleone a Milano. L'attività di Appiani a Palazzo proseguirà fino al 1813 con la realizzazione di altri affreschi nella sala delle Udienze Solenni, in quella della Rotonda e in quella della Lanterna; quest'ultimo ciclo rimarrà interrotto a causa dell'ictus che colpì il grande pittore milanese nel 1813. La Sala delle Lanterna verrà completata dopo il ritorno degli Austriaci con opere di Pelagio Palagi e dell'allora giovane Francesco Hayez.
Con la caduta di Napoleone nel 1814, anche il regno d'Italia di fatto crolla e l'enorme palazzo milanese inizia una lieve perdita d'importanza, subito recuperata con la restaurazione. Sotto gli austriaci, infatti, venne costituito ufficialmente il Regno Lombardo-Veneto e come tale il Palazzo Reale di Milano servirà da sede del nuovo viceré di un ampio reame.

### Il palazzo nell'epoca recente e la perdita della Sala delle Cariatidi

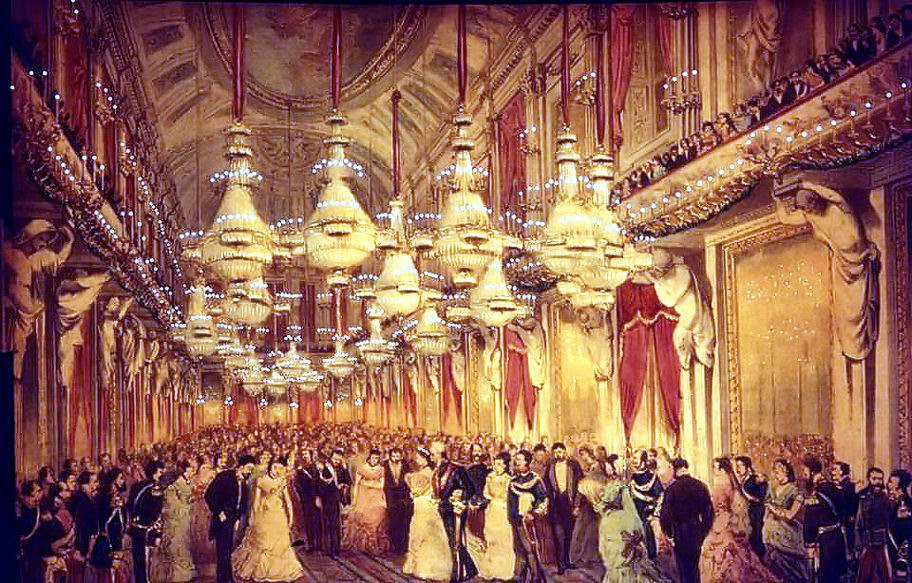
I festeggiamenti per il ricevimento dell'Imperatore Guglielmo I di Germania tenutisi nella Sala delle Cariatidi del Palazzo Reale di Milano il 17 ottobre 1875.

Nel 1859 con l'annessione della Lombardia ai domini piemontesi, il Palazzo Reale diviene sede del nuovo governatorato della città di Milano guidato da Massimo d'Azeglio che vi si insedia il 13 febbraio 1860 per poi lasciare l'incarico quello stesso anno. Con la proclamazione del regno d'Italia nel 1861, il palazzo diviene proprietà diretta della famiglia reale dei Savoia: i soggiorni dei membri della casa regnante sono però poco frequenti e di breve durata durante tutto il periodo del Regno, in quanto Milano non è più la capitale dei domini. Umberto I, risiedette prevalentemente nella Villa Reale di Monza e come tale calcò poco il suolo milanese: dopo il suo assassinio nel 1900 il figlio Vittorio Emanuele III tenderà a frequentare il palazzo milanese solo in occasioni ufficiali. L'ultimo ricevimento ufficiale risale al 1906 in occasione dell'Esposizione Universale.
Nel 1919 l'ultima visita ufficiale a palazzo sarà quella del presidente americano Wilson che viene accolto a Milano da Vittorio Emanuele III. L'11 ottobre di quello stesso anno Palazzo Reale viene ceduto da Casa Savoia allo Stato italiano, con la clausola che comunque gli appartamenti rimangano a disposizione della famiglia reale. Alcuni membri dei Savoia abiteranno fino alla seconda guerra mondiale in alcuni appartamenti minori; tra questi, il Duca di Bergamo.
A partire dalla metà dell'Ottocento il palazzo è stato oggetto di interventi importanti: il primo era avvenuto in intorno al 1850 quando, per ragioni viabilistiche, si accorciò di due campate la manica orientale, quella a ridosso del Duomo, modificando le proporzioni del palazzo che aveva in origine sette campate monumentali su ciascuna delle ali laterali verso la piazza.

Piazza del Duomo a Milano in un'immagine precedente al 1936. In primo piano la "Manica Lunga", ala sporgente verso piazza del Duomo che apparteneva a Palazzo Reale, demolita a metà degli anni trenta per lasciare spazio al Palazzo dell'Arengario

La seconda modifica importante avviene nel 1925, con la demolizione del maestoso edificio delle Scuderie Reali, opera degli architetti Luigi Canonica e Giacomo Tazzini, che congiungendosi alla fabbrica piermariniana all'altezza dell'attuale via Pecorari, prolungava il complesso del Palazzo Reale fino a Via Larga, collegandosi al Teatro alla Canobbiana. Sull'area delle Scuderie viene successivamente realizzato il Palazzo degli Uffici Comunali ad opera dell'architetto Renzo Gerla (1927).
Il terzo intervento importante avvenne tra il 1936 e il 1937, quando si accorciò di 60 metri la cosiddetta "Manica Lunga", ovvero un'ala del palazzo sporgente verso piazza Duomo, per costruire il Palazzo dell'Arengario.
Il palazzo intero subì gravi danni nella notte del 15 agosto 1943 quando la città venne colpita da un bombardamento inglese. In realtà le bombe colpirono direttamente l'edificio solo nell'ala est del cortile d'onore e all'altezza della Sala delle Otto Colonne verso via Rastrelli, ma i danni si estesero a causa degli spostamenti d'aria che fecero crollare le tegole in molte zone del tetto e ancor più a causa dell'incendio delle travature nei sottotetti; incendio che, non immediatamente notato e domato, vista anche la situazione generale di sbando in cui versava la città, intaccherà il sottotetto della Sala delle Cariatidi, bruciandone l'orditura lignea e causando così il crollo delle grandi capriate che nella loro caduta travolgeranno la volta, una porzione del ballatoio e spaccheranno in più punti anche il pavimento, lasciando tuttavia quasi intatte le statue delle Cariatidi di Callani e buona parte della balaustra e dell'ordine superiore. 

Rara fotografia della Sala delle Cariatidi prima della sua distruzione nell'incendio del 15 agosto 1943.

L'elevata temperatura scatenatasi nella sala surriscaldò gli stucchi e ne trasformò il colore e la materia costitutiva, rovinando definitivamente la famosa sala, compresi i dipinti dell'Appiani che vi erano conservati. La perdita delle tegole causerà poi danni enormi nelle sale esposte verso Piazza Duomo, a causa dell'infiltrazioni di acqua dal sottotetto al secondo piano e da quest'ultimo alle meravigliose sale del piano nobile.
Fu così che gran parte del palazzo rimase scoperchiata dall'agosto 1943 fino al 1945 e oltre, subendo danni ancora più gravi di quelli causati direttamente dal bombardamento, con la perdita di affreschi di Appiani, Knoller, Traballesi, e delle decorazioni a stucco dell'Albertolli e del Tazzini. La storia fu parallela a quella del Teatro alla Scala, ugualmente semidistrutto e scoperchiato nell'agosto 1943, e successivamente messo in salvo da ulteriori danni dalle autorità competenti della Repubblica Sociale Italiana prima, e da quelle insediatesi dopo il 25 aprile 1945. A differenza del Teatro alla Scala, dello stesso Piermarini, la Sala delle Cariatidi non sarà però mai restaurata, nonostante i vari tentativi proposti, seguendo la linea di restauro "critico-creativa" proposta da Renato Bonelli, erede della tradizione del grande restauro filologico di Luca Beltrami.
Sarà a guerra finita nel 1947 che la soprintendenza ai beni culturali provvederà a dare l'inizio ai lavori di recupero del palazzo e nello specifico della Sala delle Cariatidi. Viene così realizzato un nuovo pavimento e una nuova copertura della sala, piana, senza la ricostruzione delle precedenti decorazioni (di cui però si possiede ampia documentazione).

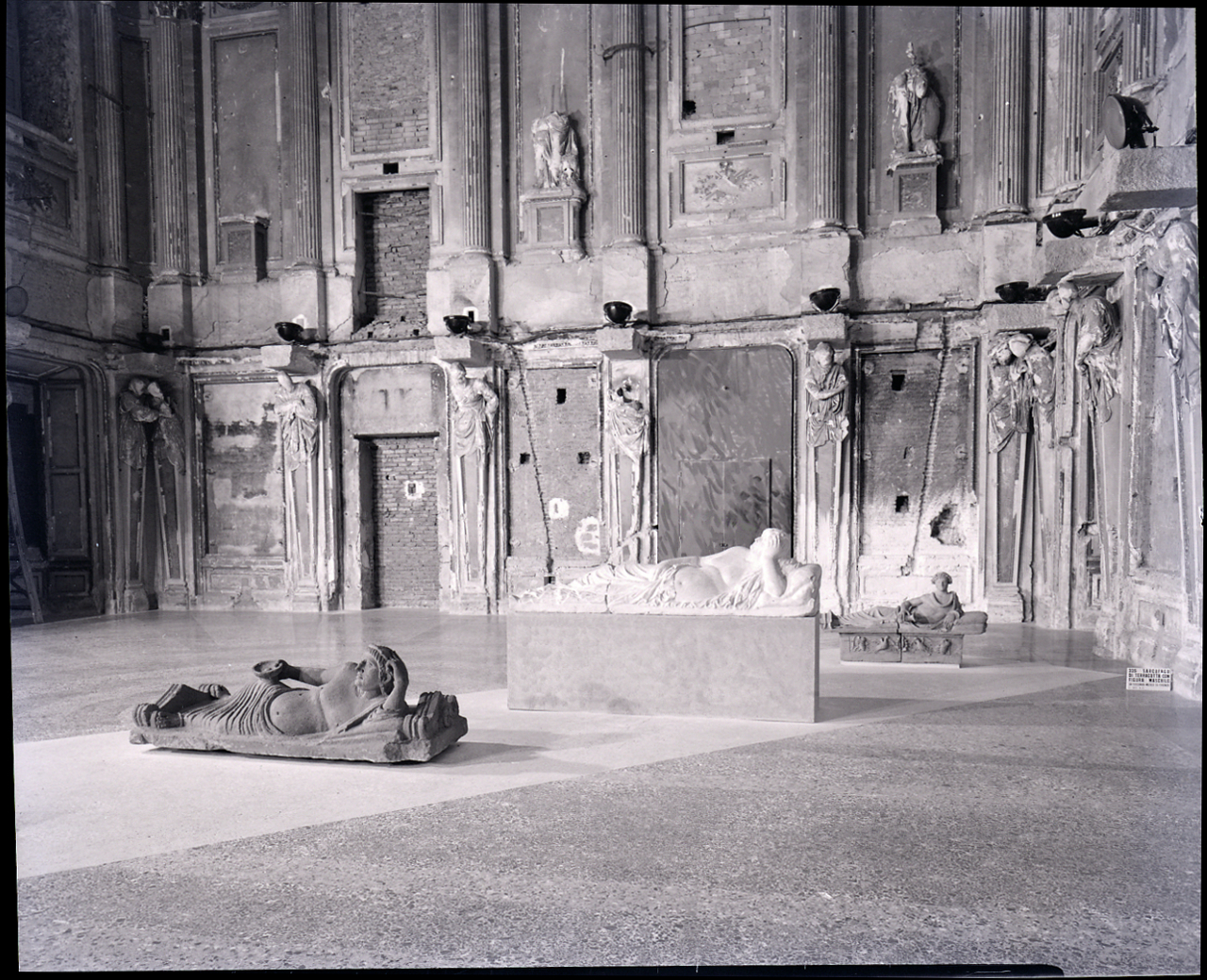
La Sala delle Cariatidi a seguito dei danni bellici, negli anni Cinquanta, utilizzata come spazio espositivo

La Sala delle Cariatidi riacquista grande notorietà a partire dal 1953 quando si cerca di convincere Pablo Picasso a esporre la Guernica a Milano nell'ambito di una mostra a Palazzo Reale. L'artista, nonostante un forte scetticismo iniziale, viene convinto da Attilio Rossi ad esporla a Milano alla Sala delle Cariatidi per poco più di un mese, a mostra già iniziata. A quanto pare Rossi portò a Picasso immagini della Sala delle Cariatidi, ma non menzionò i danneggiamenti relativi all'incuria successivi alla guerra, lasciando intendere a Picasso che ciò che vedeva era frutto esclusivo dei bombardamenti. Seguono decenni di immobilismo, durante i quali le sale del palazzo, mascherate da pareti in cartongesso e da teloni, accolgono importanti mostre d'arte, mentre ciò che resta delle decorazioni subisce un ulteriore progressivo degrado.
Solo a partire dal 2000 del resto, iniziano significativi interventi di restauro degli Appartamenti monumentali del Palazzo. Per quanto riguarda la Sala delle Cariatidi, si può dire che essa ha riacquistato solo un'idea dell'antico splendore con un'attentissima opera di restauro in parte integrativo, che ha rimosso gli annerimenti sulle pareti causati dall'incendio del 1943 (dunque di fatto ammettendo l'inconsistenza dell'ipotesi della volontarietà del mantenimento della sala come "monumento a testimonianza degli eventi bellici di Milano", di cui peraltro non risultano documenti al riguardo) e ha disposto il consolidamento di tutte le superfici (strutturali e pittoriche). Sulla copertura del soffitto, precedentemente bianca, sono stati riportati i bozzetti a disegno di come la volta della sala doveva apparire prima del crollo.

## Il museo della Reggia

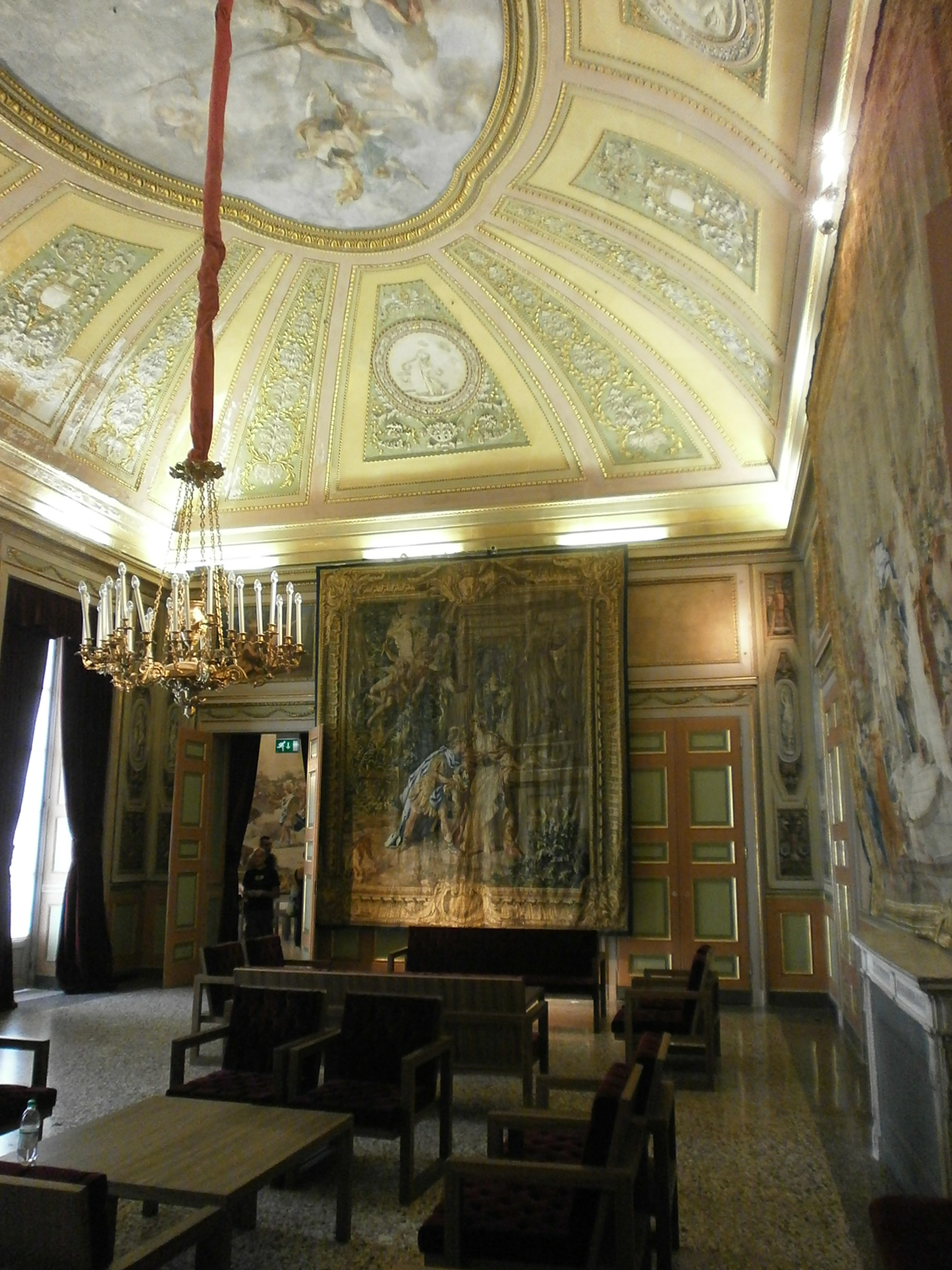
Una delle superstiti sale affrescate di Palazzo Reale.

Solo all'inizio del XXI secolo, ad oltre cinquant'anni dalle distruzioni della guerra, Palazzo Reale ha ritrovato un ruolo di centralità nella vita culturale e sociale di Milano.
Pur essendo stato completato il terzo lotto di restauro, l'intero palazzo non può dirsi restituito al suo antico splendore: i primi due lotti lasciano ai visitatori la possibilità di ammirare le sale teresiane parzialmente riallestite in quello che doveva essere il Museo della Reggia il cui progetto, poi accantonato e lasciato interrotto, prevedeva un itinerario attraverso le quattro stagioni storiche del Palazzo: l'epoca Teresiana e Neoclassica, il periodo napoleonico, la Restaurazione e l'Unità d'Italia.
Il restauro delle prime sale aveva incluso un complesso lavoro di ricomposizione degli arredi originali per permettere una più ampia e articolata lettura storica e stilistica della vita di corte. Le sale appartenenti al primo periodo neoclassico, che va dalla ricostruzione del Piermarini al periodo napoleonico, sono quelle che meglio spiegano lo splendore di un'epoca "illuminata" in cui la città ebbe un ruolo di grande rilievo in Europa.
La terza fase del restauro, conclusa nel 2008, ha invece restituito al Palazzo le stanze del vecchio Appartamento di Riserva, nel quale sono documentati e conservati i modi dell'abitare regale dell'ultima fase asburgica (1837).

## Polo Culturale Milanese
Il Palazzo Reale è un polo culturale nel cuore della città coordinato con altre tre sedi espositive: la Rotonda della Besana, il Palazzo della Ragione e il Palazzo dell'Arengario, sede del Museo del Novecento.
Il palazzo gioca un ruolo importante per quanto riguarda l'arte a Milano, come hanno dimostrato i grandi successi delle mostre degli ultimi anni che hanno spaziato da Monet, Picasso, Piero Manzoni e molti altri nomi noti della pittura e della scultura mondiale. Fondamentale è la mostra inaugurata a Palazzo Reale nel 2009 in occasione del centenario della nascita del futurismo.
Dal novembre 2013, un'ala del palazzo ospita le collezioni del Museo del Duomo di Milano.